# Karta parkingowa

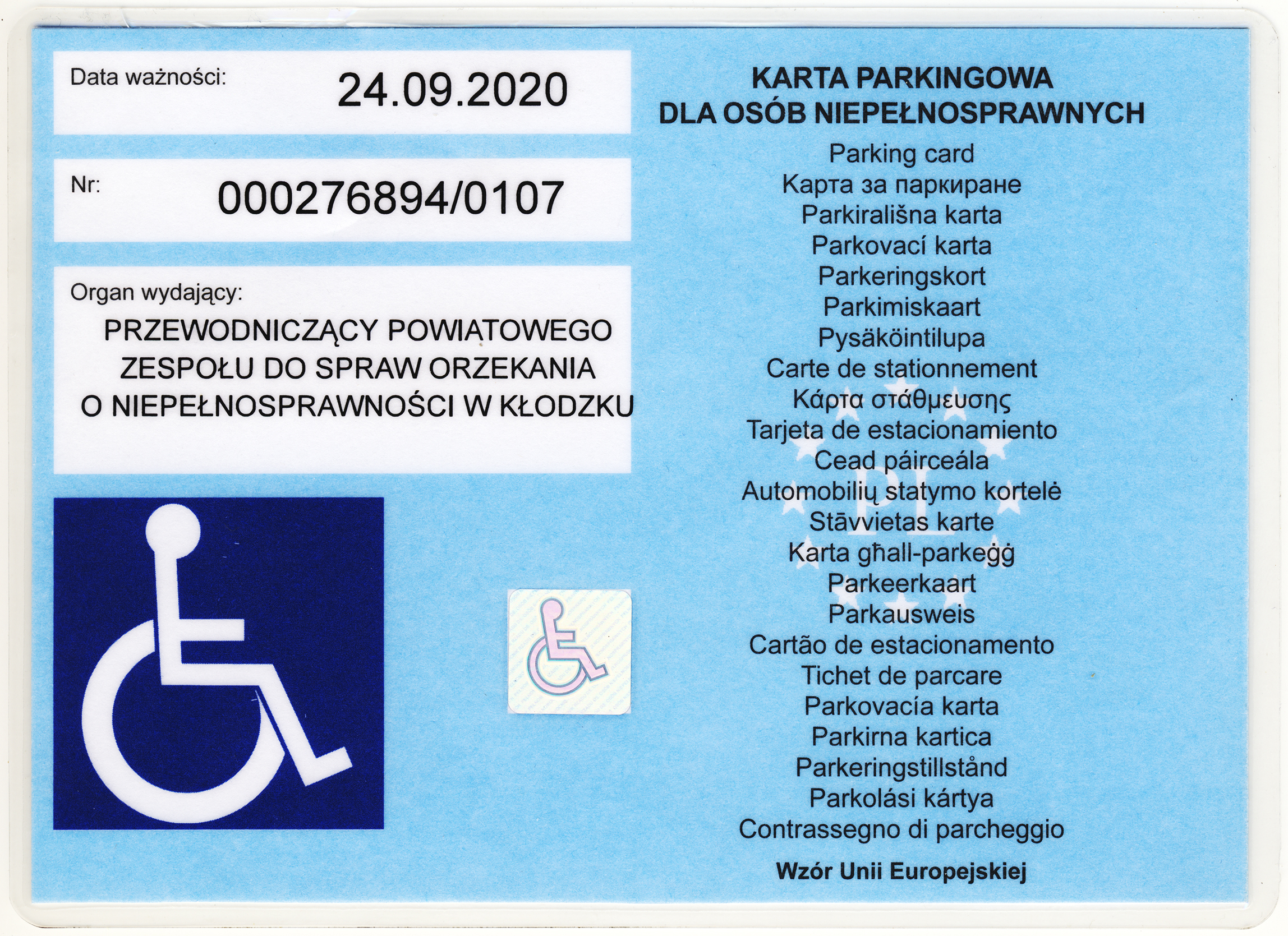
Karta parkingowa

Karta parkingowa – dokument pozwalający niepełnosprawnemu kierującemu pojazdem samochodowym oznaczonym nim lub kierowcy przewożącemu osoby o obniżonej sprawności ruchowej na niestosowanie się do niektórych znaków drogowych zakazu ruchu lub postoju. Wydawaniem karty parkingowej zajmują się przewodniczący powiatowych lub miejskch zespoły do spraw orzekania o niepełnosprawności.
Karta parkingowa wydawana jest osobom z umiarkowanym i znacznym stopniem niepełnosprawności, nie przysługuje osobom z lekkim stopniem niepełnosprawności. Od roku 2016 karty parkingowe wydawane w Polsce obowiązują także w krajach Unii Europejskiej, jednak w poszczególnych krajach członkowskich obowiązują odmienne przepisy drogowe i, co za tym idzie, odrębne ulgi i uprawnienia dla osób niepełnosprawnych. Kartę parkingową może uzyskać także placówka zajmująca się opieką, rehabilitacją lub edukacją osób z niepełnosprawnością, mających znacznie ograniczone możliwości samodzielnego poruszania się.